# Onciale 0201
- Papyrus
- Onciale
- Minuscules
- Lectionnaire

Le Codex 0201, portant le numéro de référence 0201 (Gregory-Aland), est un manuscrit du Nouveau Testament sur parchemin écrit en écriture grecque onciale.

## Description
Le codex se compose de deux folios. Il est écrit en deux colonnes, de 19 lignes par colonne. Les dimensions du manuscrit sont 15 x 15 cm,. Les paléographes datent ce manuscrit du Ve siècle.
C'est un manuscrit contenant le texte incomplet de la Première épître aux Corinthiens (12,2-3.6-13; 14,20-29). 
Le texte du codex représenté type alexandrin. Kurt Aland le classe en Catégorie II.
1 Corinthens 12,9 – χαρισματα ιαματων εν τω ενι πνευματι ] χαρισματα ιαματων εν τω αυτω πνευματι. 
Le manuscrit a été examiné par W. E. Crum et H. I. Bell.
Lieu de conservation
Il est conservé à la British Library (Pap. 2040) à Londres,.